# Deinophloeus hirsutus
Deinophloeus hirsutus là một loài bọ cánh cứng trong họ Laemophloeidae. Loài này được Thomas miêu tả khoa học năm 1982.